# III. třída okresu Cheb

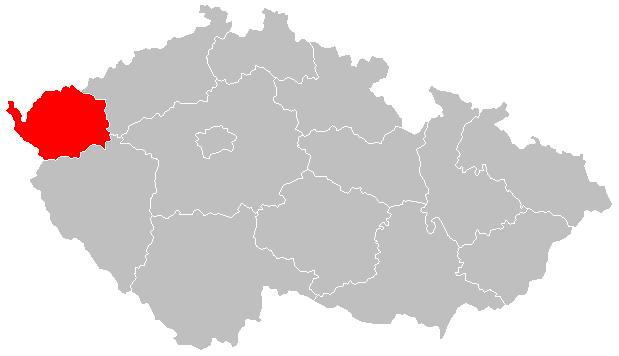

III. třída okresu Cheb patří společně s ostatními třetími třídami mezi deváté nejvyšší fotbalové soutěže v Česku. Je řízena Okresním fotbalovým svazem Cheb. Hraje se každý rok od léta do jara se zimní přestávkou. Vítěz postupuje do II. třídy okresu Cheb.

## Vítězové

### III. třída okresu Cheb
| Ročník    | Vítězný tým                |
| --------- | -------------------------- |
| 2003/2004 | TJ Strunal Luby „B“        |
| 2004/2005 | TJ Sokol Lipová            |
| 2005/2006 | Jiskra Ohara Studánka      |
| 2006/2007 | TJ Sokol Stará Voda        |
| 2007/2008 | TJ Sokol Lipová „B“        |
| 2008/2009 | TJ Sokol Mnichov           |
| 2009/2010 | TJ Rozvoj Trstěnice        |
| 2010/2011 | SK ZD Křižovatka           |
| 2011/2012 | 1.FC Krásná 2004           |
| 2012/2013 | FK Hvězda Cheb „B“         |
| 2013/2014 | Lokomotiva Mariánské Lázně |
| 2014/2015 | TJ Sokol Velká Hleďsebe    |
| 2015/2016 | ???                        |
| 2016/2017 | ???                        |
| 2017/2018 | TJ Lokomotiva Mar. Lázně   |
| 2018/2019 |                            |